# Baia di Hull
La baia di Hull (in inglese Hull Bay) è una baia larga circa 42,5 km e completamente ricoperta dai ghiacci, situata davanti alla parte orientale della costa di Ruppert e all'estremo occidentale della costa di Hobbs, nella parte occidentale della Terra di Marie Byrd, in Antartide. La baia confina a ovest con la baia di Land e a est, presso punta Verleger, con la baia di Siniff.
All'interno della baia, o comunque delle cale situate sulla sua costa, si gettano diversi ghiacciai, tra cui il Clarke, il Frostman, il Garfield, lo Hull, il Lord e il Perkins.

## Mappa
Nelle immagini sottostanti è possibile vedere l'estensione della baia di Hull.

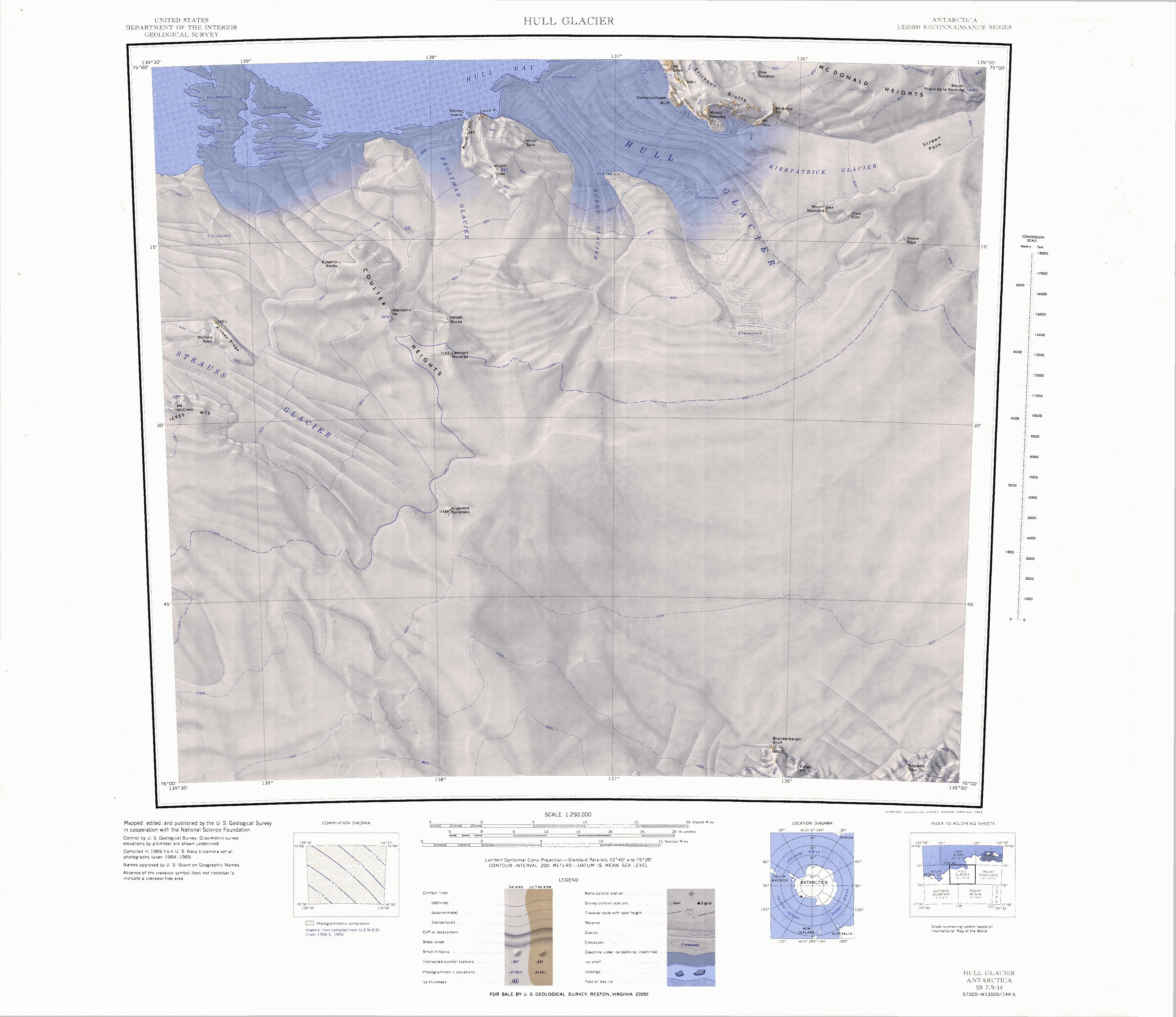
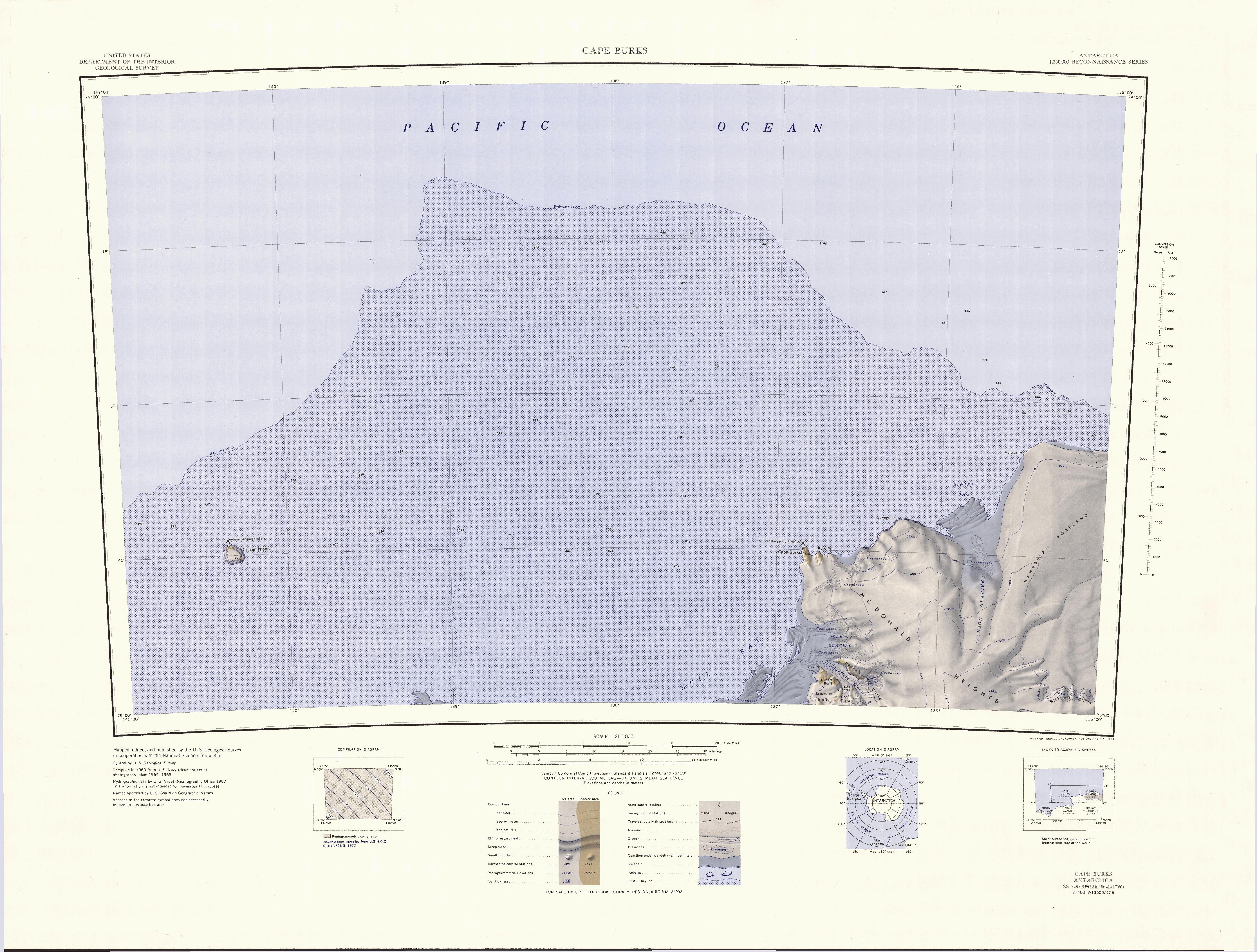

## Storia
La baia di Hull fu scoperta durante una ricognizione effettuata da membri del Programma Antartico degli Stati Uniti d'America nel periodo 1939-41; essa fu poi così battezzata in associazione che il ghiacciaio Hull, il più grande fra quelli che vi si gettano, che a sua volta fu così chiamato in onore di Cordell Hull, all'epoca segretario di Stato statunitense.